# Comuna Volodîmîrivka, Kazanka
Volodîmîrivka (în ucraineană Володимирівка) este o comună în raionul Kazanka, regiunea Mîkolaiiv, Ucraina, formată din satele Novosillea și Volodîmîrivka (reședința).

## Demografie
Componența lingvistică a comunei Volodîmîrivka
     Rusă (60,8%)
     Ucraineană (38,53%)
     Alte limbi (0,46%)
Conform recensământului din 2001, majoritatea populației comunei Volodîmîrivka era vorbitoare de rusă (60,8%), existând în minoritate și vorbitori de ucraineană (38,53%).